# Josep Maria Ripoll Puertas
Josep Maria Ripoll Puertas (Esplugues de Llobregat, 1946) és un dirigent esportiu en l'àmbit de l'esquaix i el raquetbol.
Jugador aficionat d'esquaix sorgit del Can Mèlich Club, va entrar a la Junta Directiva de la Federació Catalana d'Esquaix i Raquetbol el 1994 i va ocupar el càrrec de vicepresident fins que va ser elegit president el mes de març de 1997 i, després d'haver estat reelegit diverses vegades sense oposició, es va mantenir en el càrrec fins a finals de 2011, quan el va deixar per motius professionals. La fita més important dels seus catorze anys de presidència va ser el reconeixement de la Federació per part de les federacions Europea i Internacional de raquetbol, després del qual la selecció catalana de raquetbol va poder competir com a membre de ple dret en campionats d'Europa i del món. El reconeixement internacional va arribar el 10 de novembre de 2006, però tres mesos abans la selecció catalana ja havia jugat el Mundial de Santo Domingo com a membre provisional. Un any després, Víctor Montserrat es va proclamar campió d'Europa de raquetbol i les seleccions catalanes masculina i femenina també ho van ser per equips el 2009.